# SsangYong Musso (1993)
SsangYong Musso – samochód osobowy typu SUV klasy średniej produkowany pod południowokoreańską marką SsangYong w latach 1993 – 2005.

## Historia i opis modelu

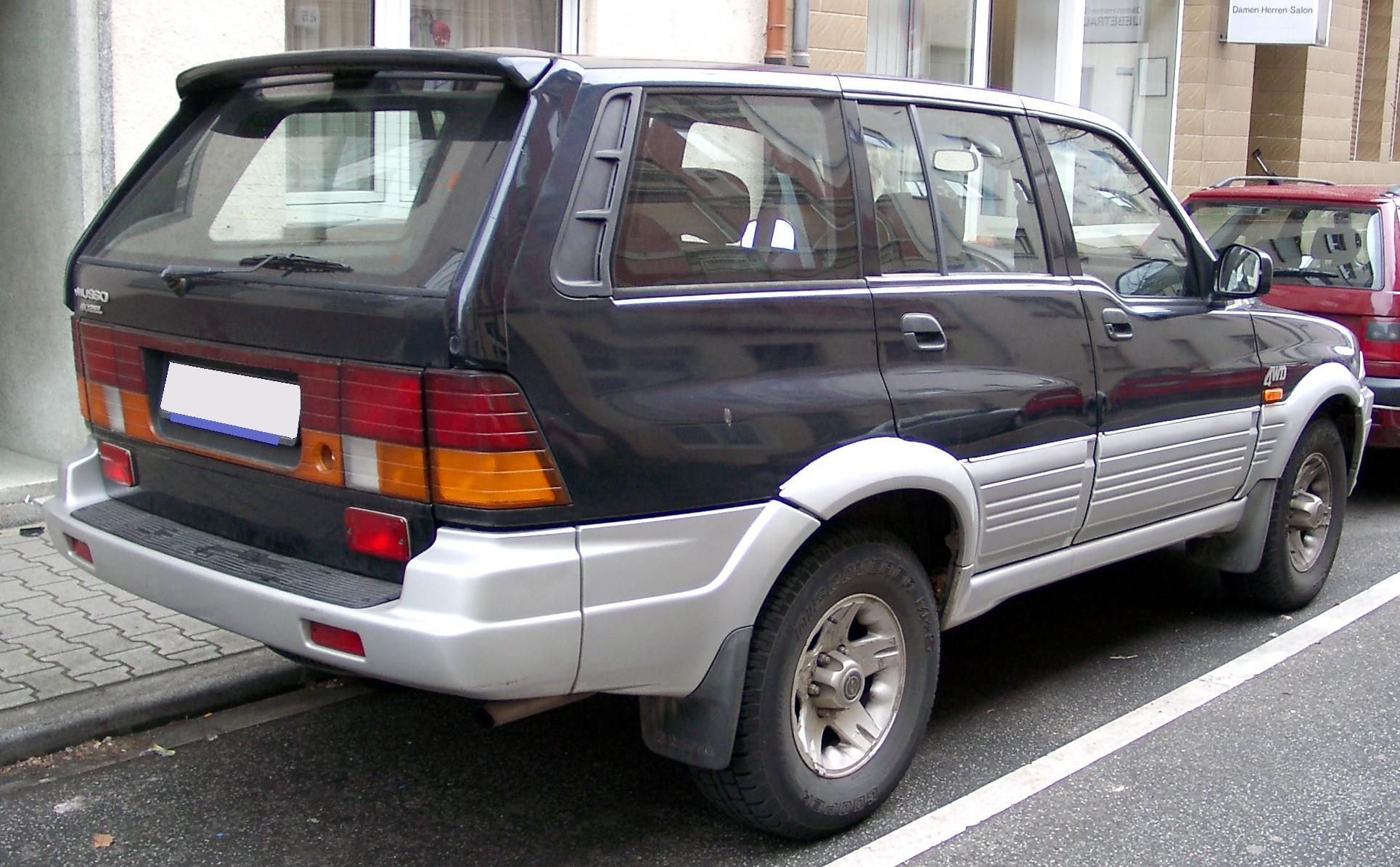
SsangYong Musso - tył

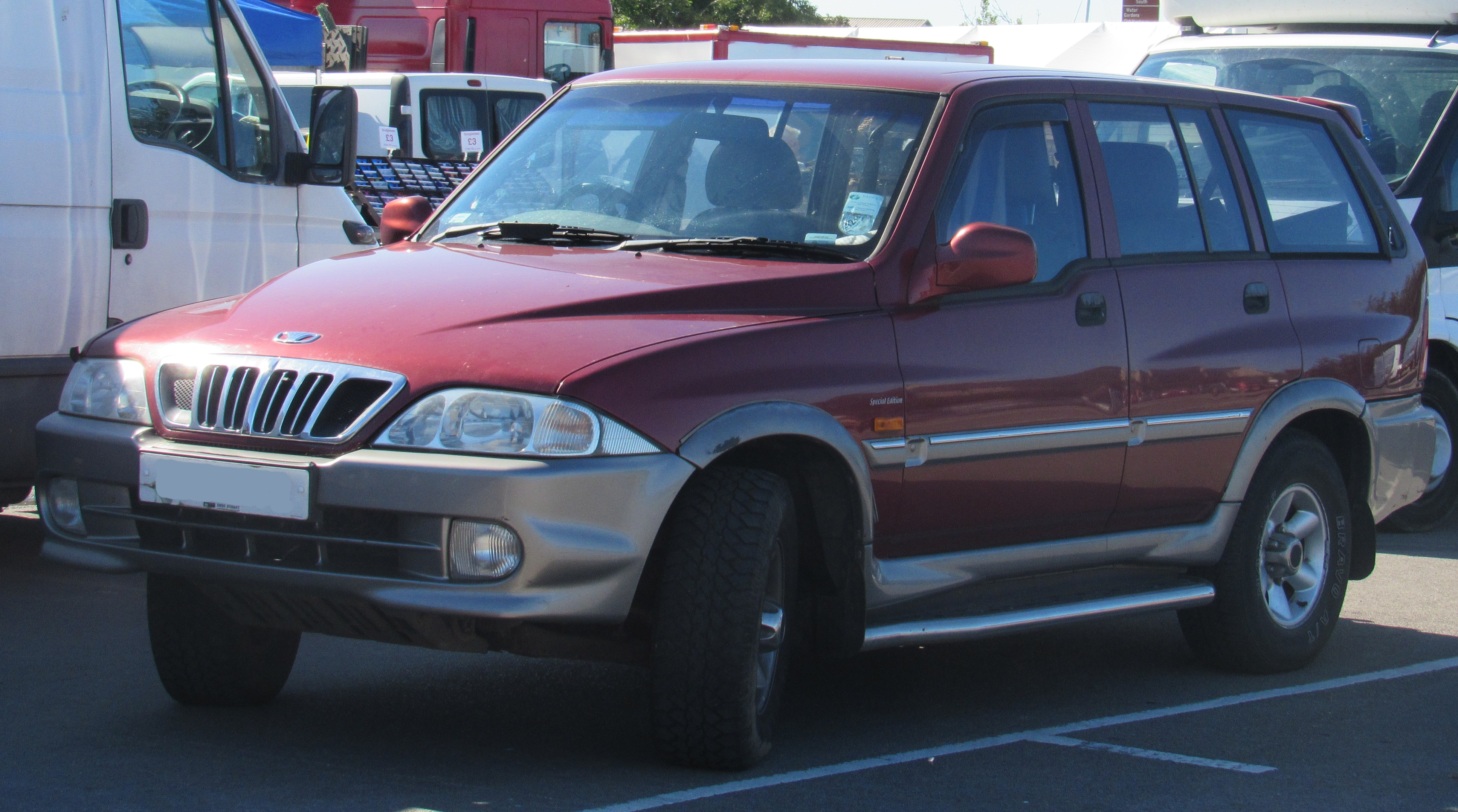
Daewoo Musso po liftingu

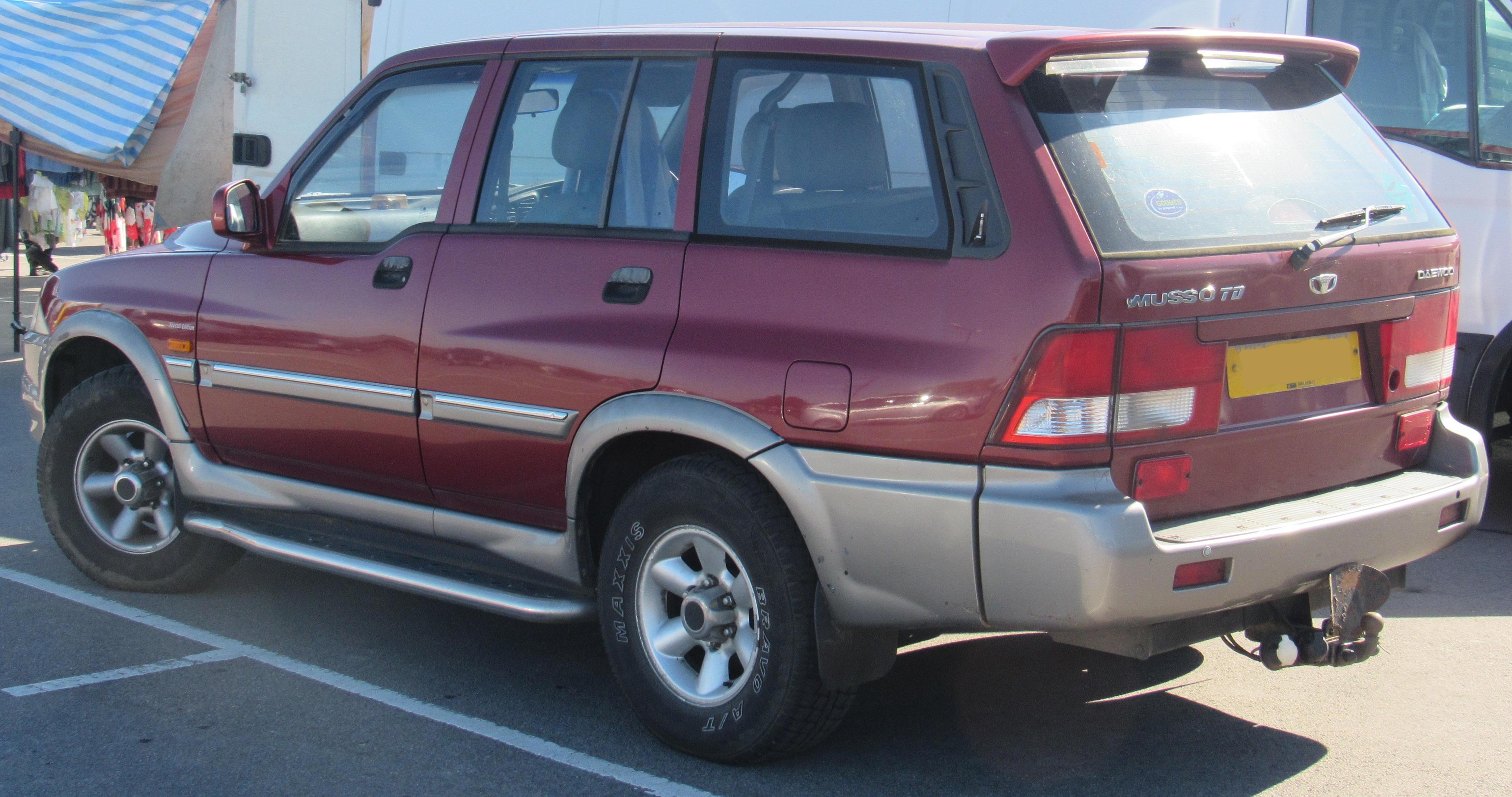
Daewoo Musso - tył po liftingu

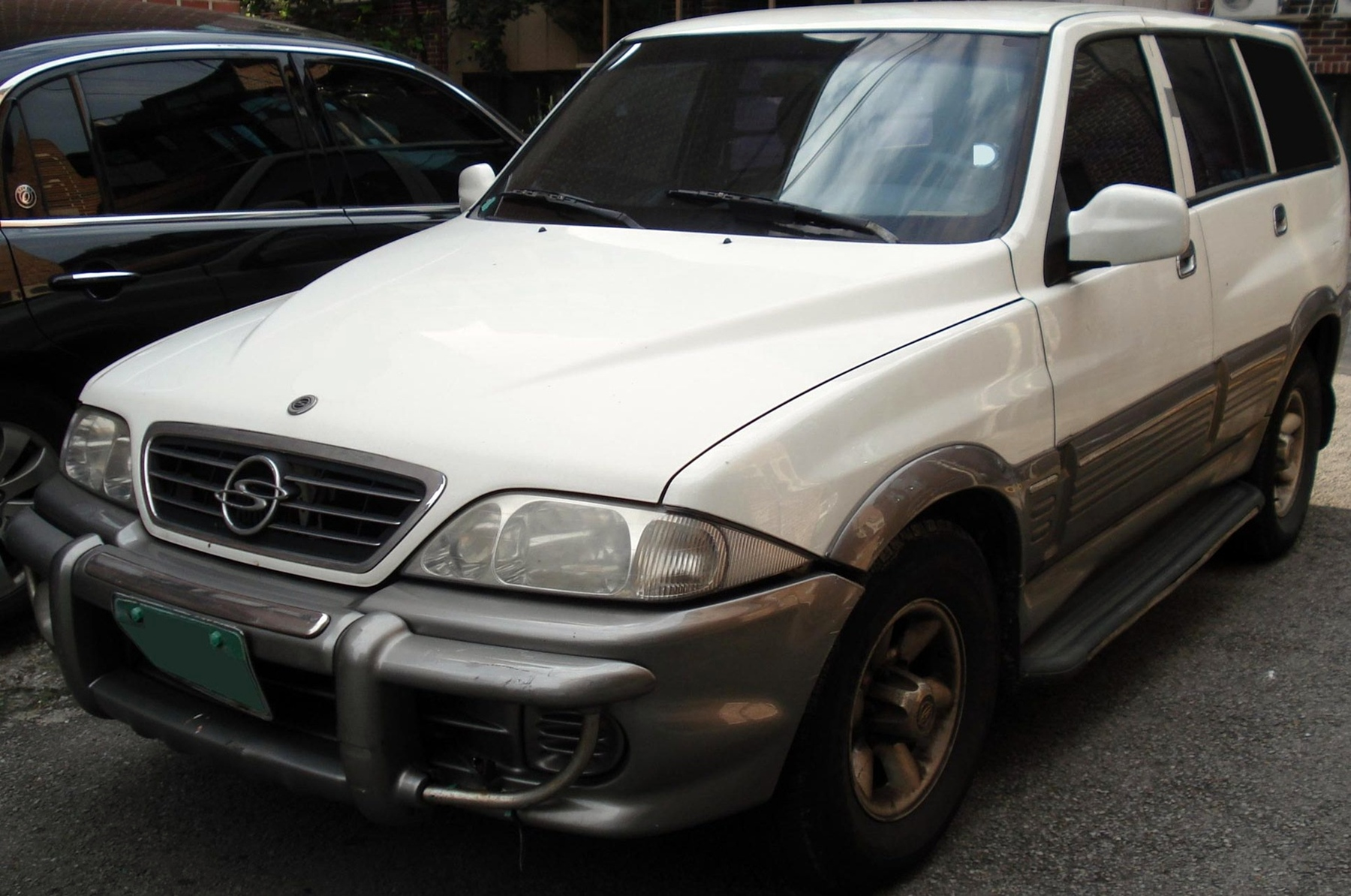
SsangYong Musso po drugim liftingu

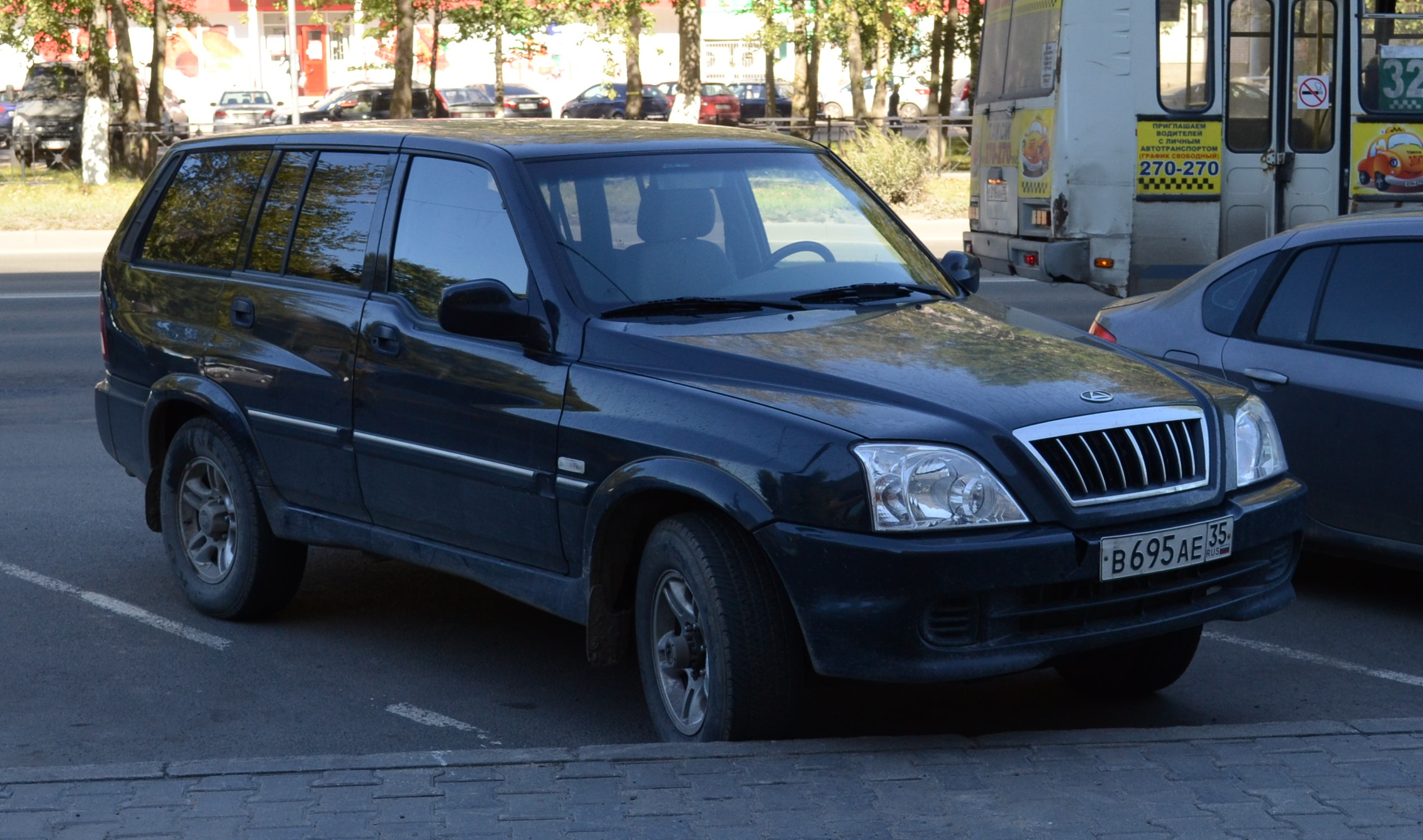
rosyjski TagAZ Road Partner po liftingu

SsangYong Musso został zaprojektowany przez Kena Grenly'ea z Royal College of Art. Sylwetka pojazdu charakteryzuje się stosunkowo niskim współczynnikiem oporu powietrza Cx równym 0,36. Podczas projektowania samochodu skorzystano z pomocy technicznej oraz gotowych rozwiązań firmy Mercedes-Benz, która wówczas znajdowała się we współpracy z SsangYongiem.
Podczas prac konstrukcyjnych nad Musso producent położył nacisk na właściwości terenowe pojazdu, w efekcie wykorzystując do konstrukcji ramę, do której zostało przymocowane nadwozie i główne podzespoły. Dobrą widoczność miał zapewniać wysoko osadzony fotel kierowcy, a także charakterystyczne wcięcia w linii szyb.
Silniki były produkowane na licencji Mercedesa, który także zapewniał dostawy jednej z dostępnych automatycznych skrzyń biegów. Stosowano także automatyczne skrzynie biegów firmy BTR (często spotykane oznaczenie BTRA). Firma BorgWarner była dostawcą układu przeniesienia napędu. Skrzynie manualne konstrukcji BorgWarner (TREMEC) były dostarczane przez Transmission Technologies Corporation. Mosty napędowe produkowane były przez Dana Corporation (przedni most Dana 30, tylny Dana 44), który jest głównym dostawcą mostów napędowych dla firmy Jeep.

### Lifting i zmiana nazwy
Po tym, jak w grudniu 1997 roku Daewoo Motors kupiło pogrążonego w długach SsangYonga, ówczesna gama producenta została przemianowana na nową markę macierzystego koncernu. Z początkiem 1998 roku, wraz z obraniem nowej nazwy, Daewoo Musso przeszło facelifting upodabniający SUV-a do innych modeli Daewoo. Pojawiły się odświeżone zderzaki i zmodyfikowane wzory reflektorów, a także nowe, biało-czerwone wypełnienie tylnych lamp.
Musso już pod marką Daewoo był także montowany w uproszczonym standardzie SKD od 30 września 1998 do 2001 roku przez Daewoo Motor Polska w Lublinie. W ciągu trzech lat na polskim rynku sprzedano 958 sztuk.
Z powodu bankructwa Daewoo Group w listopadzie 1999 roku, SsangYong ponownie stał się niezależnym przedsiębiorstwem, a model Musso ponownie przyjął nazwę SsangYong Musso, pod którą oferowano go do końca cyklu rynkowego w 2005 roku. Jego rolę w gamie przyjął nowszy model Kyron, a także oferowany chwilowo równolegle większy, bardziej luksusowy Rexton.

### Sprzedaż
W etapie partnerstwa Daimlera i SsangYonga, niemiecki koncern udzielił zgody na sprzedawanie Musso pod nazwą Mercedes-Benz Musso w Azji Wschodniej. 
Z początkiem XXI wieku SsangYong Motor sprzedał licencję na produkcję do Chin, gdzie w latach 2001–2006 produkowano go przez przedsiębiorstwo Chengdu Xin Dadi Auto pod nazwą Dadi Musso, z kolei między 2003 a 2007 rokiem Musso wytwarzało irańskie przedsiębiorstwo Morattab jako Morattab Musso.
Ostatnim miejscem, gdzie produkowano Musso, był rosyjski Taganrog. W 2008 roku lokalne przedsiębiorstwo TagAZ kupiło licencję na uruchomienie produkcji południowokoreańskiego SUV-a pod nazwą TagAZ Road Partner, rok później gruntownie modernizując go i nadając mu unikalny wygląd pasa przedniego. Produkcja zakończyła się w 2011 roku.

### Dane techniczne
W Musso stosowano dwa typy układów przeniesienia napędu:
- w samochodach z silnikiem benzynowym 3,2 l (na niektórych rynkach jako opcja z pozostałymi silnikami) seryjnie montowany był układ TOD (Torque On Demand – moment na żądanie), który automatycznie dołączał napęd przedniej osi w trybie 4H po wykryciu różnicy prędkości kół przednich i tylnych, ewentualnie w trybie 4L można było włączyć na stałe napęd 4x4 (rozdział przód:tył 50:50) z reduktorem
- w pozostałych samochodach montowana była zwykła skrzynia rozdzielcza bez centralnego mechanizmu różnicowego, która pozwalała na stałe dołączenie napędu przedniej osi, posiadała ona tryby 2H do jazdy po normalnych drogach (napęd na tylną oś), 4H do jazdy po drogach nieutwardzonych (stały napęd 4x4) i 4L pozwalający na jazdę z reduktorem, sprzęgła piast przednich kół blokowane są automatycznie po przełączeniu napędu w tryb 4x4[1].

| Prześwit [mm] | Kąt natarcia [°] | Kąt rampowy [°] | Kąt zjazdu [°] | Głębokość brodzenia [mm] |
| ------------- | ---------------- | --------------- | -------------- | ------------------------ |
| 205           | 34               | 21              | 27             | 500                      |

### Silniki
- Benzynowe

| Silnik  | Pojemność skokowa [cm³] | Moc maksymalna [KM] ([kW]) przy obr./min | Maks. moment obrotowy [Nm] przy obr./min | Układ i liczba cylindrów | Układ rozrządu/ liczba zaworów | Przyśpieszenie (s) 0-100 km/h | Prędkość maksymalna km/h | Spalanie (l/100km) miasto/trasa/średnio |
| ------- | ----------------------- | ---------------------------------------- | ---------------------------------------- | ------------------------ | ------------------------------ | ----------------------------- | ------------------------ | --------------------------------------- |
| 2.0 16V | 1998                    | 135 (99)/5500                            | 189/4000                                 | R4                       | DOHC/16                        | b.d.                          | b.d.                     | b.d.                                    |
| 2.3 16V | 2295                    | 150 (110)/5000                           | 220/3750                                 | R4                       | DOHC/16                        | 14,4                          | 165                      | 16,4/10,2/b.d.                          |
| 2.3 16V | 2295                    | 140 (103)/5300                           | 204/4500                                 | R4                       | DOHC/16                        | 13,5                          | 176                      | śred. 12,2                              |
| 3.2 24V | 3199                    | 220 (162)/5500                           | 310/3750                                 | R6                       | DOHC/24                        | 12,5                          | 210                      | 18,5/13,4/b.d.                          |
| 3.2 24V | 3199                    | 220 (161)/5750                           | 307/4000                                 | R6                       | DOHC/24                        | 10,2                          | 190                      | śred. 15,2                              |

- Diesla

| Silnik | Pojemność skokowa [cm³] | Moc maksymalna [KM] ([kW]) przy obr./min | Maks. moment obrotowy [Nm] przy obr./min | Układ i liczba cylindrów | Układ rozrządu/ liczba zaworów | Przyśpieszenie (s) 0-100 km/h | Prędkość maksymalna km/h | Spalanie (l/100km) średnio |
| ------ | ----------------------- | ---------------------------------------- | ---------------------------------------- | ------------------------ | ------------------------------ | ----------------------------- | ------------------------ | -------------------------- |
| 2.3 D  | 2299                    | 77 (57)/3800                             | 144/2300                                 | R4                       | OHC/8                          | 25,0                          | 130                      | 12,1/7,8/b.d.              |
| 2.3 TD | 2299                    | 101 (74)/4000                            | 211/2400                                 | R4                       | OHC/8                          | 18,9                          | 146                      | śred. 9,0                  |
| 2.9 D  | 2874                    | 95 (70)/4000                             | 192/2400                                 | R5                       | OHC/10                         | 21,9                          | 143                      | śred. 9,8                  |
| 2.9 D  | 2874                    | 99 (73)/4100                             | 190/2500                                 | R5                       | OHC/10                         | 22,0                          | 145                      | śred. 9,9                  |
| 2.9 TD | 2874                    | 120 (88)/4000                            | 250/2250                                 | R5                       | OHC/10                         | 17,4                          | 156                      | 12,0/7,6/b.d.              |
| 2.9 TD | 2874                    | 120 (88)/4000                            | 250/2200                                 | R5                       | OHC/10                         | 16,3                          | 156                      | śred. 10,6                 |

### SsangYong Musso Sports

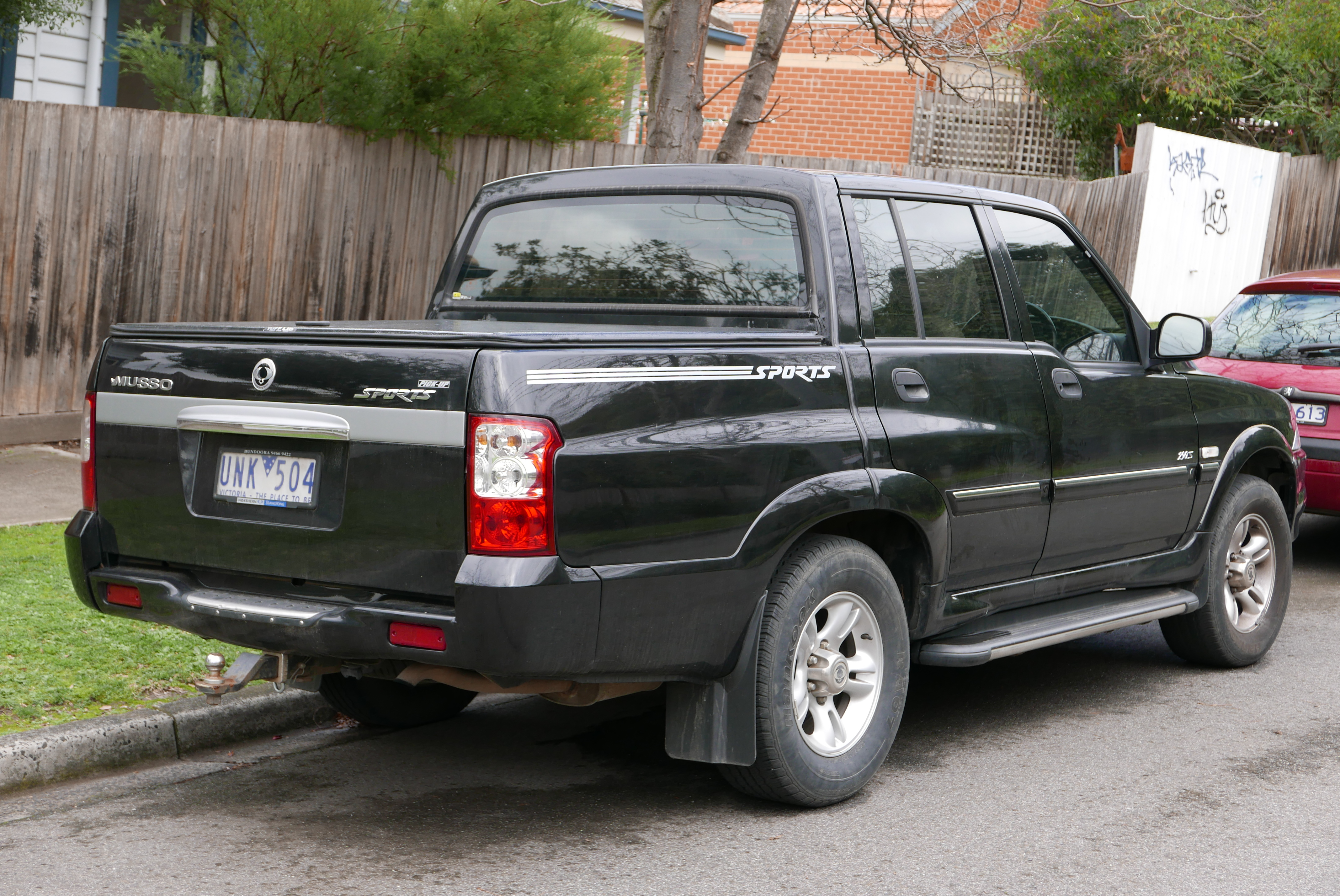
SsangYong Musso Sports - tył

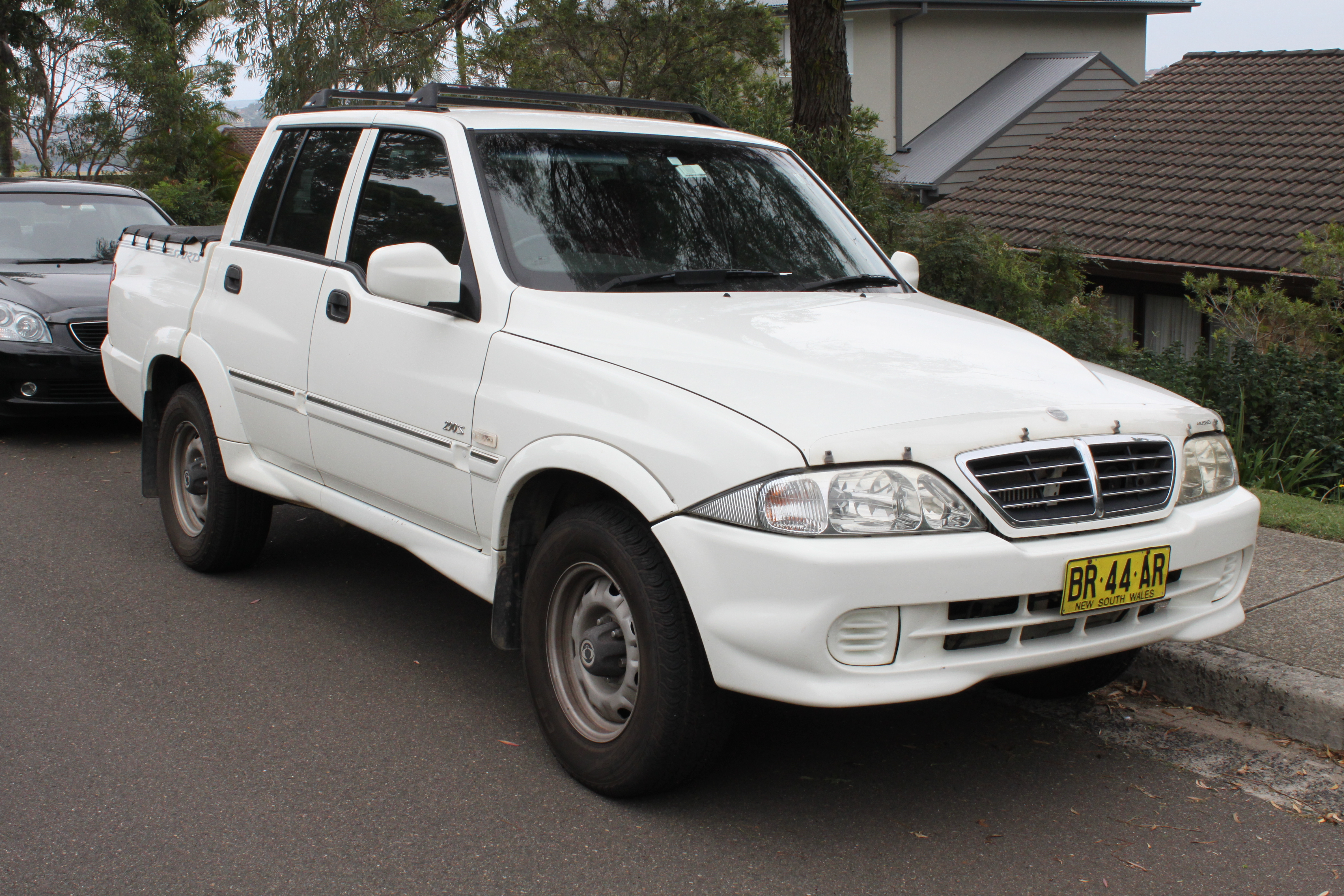
SsangYong Musso Sports Base

SsangYong Musso Sports został zaprezentowany po raz pierwszy w 2002 roku.
Po 9 latach produkcji, SsangYong zdecydował się poszerzyć swoją ofertę modelową, prezentując opartego na Musso pickupa z dodatkowym członem Sports. Samochód wyróżniał się czterodrzwiową, czteromiejscową kabiną pasażerską, a także dużym przedziałem transportowym. 
W celu wygospodarowania należytecie obszernej przestrzeni użytkowej, Musso Sports charakteryzowało się dłuższym rozstawem osi, a także wydłużonym nadwoziem. Skrzynia ładunkowa miała długość 1,2 metra długości, 1,5 metra szerokości i 30 cm głębokości. Produkcja tej odmiany trwała jedynie 3 lata z powodu podjęcia decyzji przez producenta o wycofaniu całej gamy modelowej Musso w 2005 roku. Następcą został nowy pickup Actyon Sports.

### Sprzedaż
Po tym, jak w 2008 roku rosyjskie przedsiębiorstwo TagAZ uruchomiło licencyjną produkcję Musso pod własną marką i zmodernizowało go wizualnie po roku obecności rynkowej, gamę nadwoziową zdecydowano się poszerzyć o pickupa opartego na dawnym SsangYongu Musso Sports pod nazwą TagAZ Road Partner TD. W przeciwieństwie do pierwowzoru, samochód miał nadwozie 2-drzwiowe.

### Silniki
- L4 2.3l OM601
- L5 2.9l OM602